# 費勒爾維尤 (密蘇里州)
費勒爾維尤（英語：Ferrelview）是位於美國密蘇里州普拉特縣的村。

## 人口
根據2020年美國人口普查的數據，費勒爾維尤的面積為0.29平方千米，皆為陸地。當地共有人口642人，而人口密度為每平方千米2,214人。